# Монастир святої Катерини
Монастир Святої Катерини, також Синайський монастир (грец. Μονὴ τῆς Ἁγίας Αἰκατερίνης, араб. دير سانت كاترين) — один із найдавніших, безперервно діючих християнських монастирів у світі. Заснований в IV столітті в центрі Синайського півострова біля підніжжя гори Синай (біблійна Хорив). Оборонна будівля монастиря зведена за наказом імператора Юстиніана в VI столітті. Насельниками монастиря здебільшого є греки православного віросповідання.
Спочатку іменувався монастирем Преображення або монастирем Неопалимої Купини. З XI століття у зв'язку з поширенням шанування святої Катерини, мощі якої були знайдені синайськими ченцями в середині VI століття, монастир отримав нову назву — монастир Святої Катерини.
У 2002 році монастирський комплекс був включений ЮНЕСКО в список об'єктів Світової спадщини.

## Історія монастиря

### Заснування

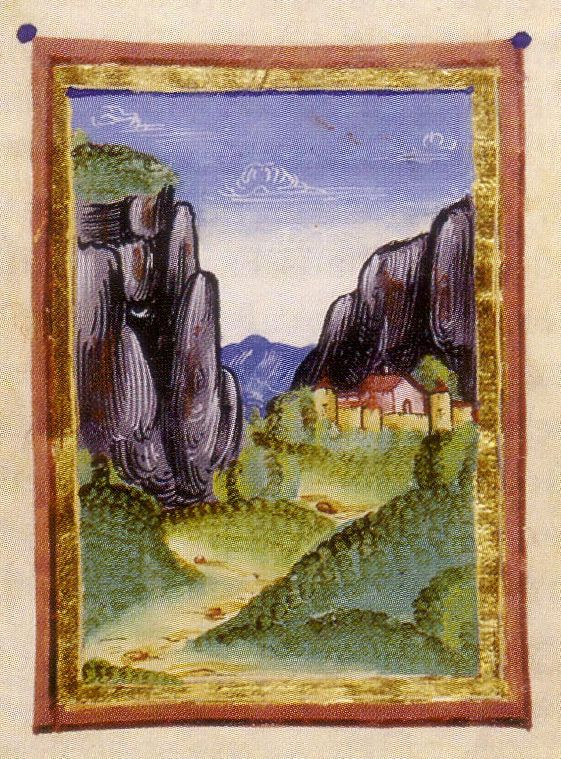
Мініатюра Фелікса Фабера, 1508 рік

Починаючи з III століття, ченці почали селитися невеликими групами навколо гори Хорив — біля Неопалимої купини, в оазисі Фаран (Ваді Фіран) та інших місцях південного Синая. Перші ченці в тій місцевості були головним чином пустельниками, що живуть поодиноко у печерах. Лише у святкові дні відлюдники збиралися біля Неопалимої купини, для здійснення спільного Богослужіння. Чернече життя цього періоду описав у V столітті учень Івана Золотоустого, колишній префект Константинополя — Нил Синайський, чиї праці досі вивчають священники, ченці й віруючі: «Одні куштували їжу тільки у недільні дні, інші — двічі на тиждень, інші — через дві доби… Кожної неділі всі вони з різних місць збиралися в одну церкву, цілувалися, причащалися Святих Тайн, і розмовами про спасіння душі втішали і заохочували один одного до високих подвигів».
У період правління імператора Константина в 330 році ченці Синая звернулися до його матері Олени Константинопольської із проханням про будівництво біля Неопалимої купини маленької церкви, присвяченої Богоматері, а також вежі для притулку ченців на випадок набігів кочівників. Прохання ченців було задоволено, і прочани кінця IV століття повідомляли, що на Синаї вже була процвітаюча громада ченців, яка приваблювала віруючих з різних місць Візантійської імперії. У розповіді про святі місця Сходу, написаній наприкінці IV століття знатної паломницею Сільвією, повідомляється і про чернечу громаду, що утворилася навколо Неопалимої купини.

### Доба Юстиніана

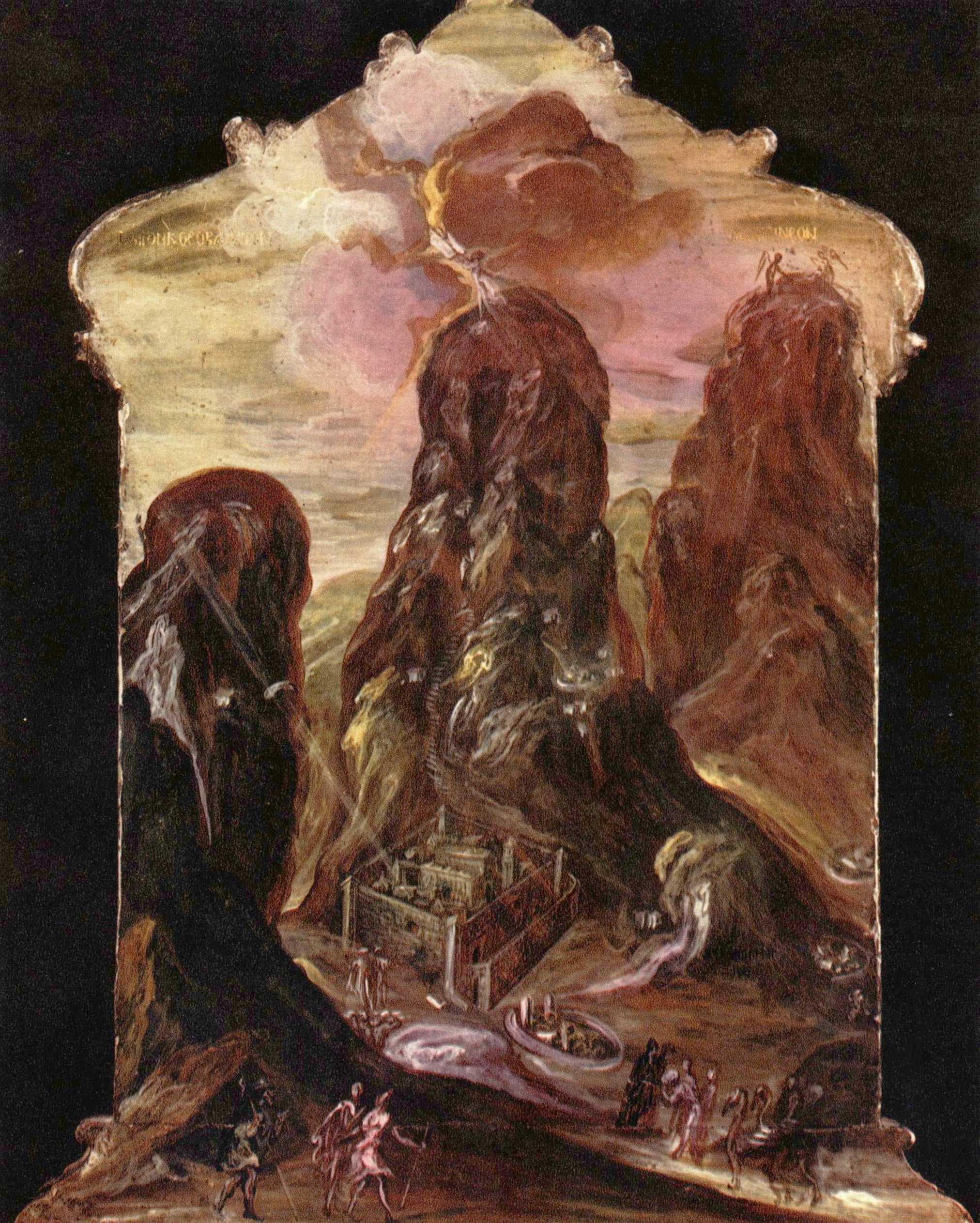
Монастир Святої Катерини, Ель Греко, сер. XVI століття

Подальший поштовх до розвитку монастир отримав у VI столітті, коли імператор Юстиніан I наказав побудувати могутні фортечні стіни, які оточили попередні споруди святої Олени, і церкву, що збереглася досі, а також направив на Синай солдатів для захисту ченців. Про будівництво доби Юстиніана свідчить його сучасник Прокопій Кесарійський.

Над головною монастирською брамою зберігся напис:
З фундамента споруджений цей священний монастир на Синайській горі, де Бог говорив до Мойсея, смиренним царем ромеїв Юстиніаном на вічну згадку про нього і його дружину Феодору. Закінчено після тридцятого року царювання його. І поставлено в ньому ігумена на ім'я Дула в літо від Адама 6021, від Христа ж 527.
Виходячи з цього напису російський вчений єпископ Порфирій (Успенський) датував закінчення будівництва монастиря 557 роком.
Згідно з «Хронікою» Євтихія Олександрійського, для захисту та обслуговування монастиря імператор переселив на Синай двісті сімей з Понту Анатолійського та Александрії. Нащадки цих переселенців утворили синайське бедуїнське плем'я джабалія. Незважаючи на навернення в іслам, що відбулося в VII столітті, вони продовжують жити в околицях монастиря і займатися його обслуговуванням.
До кінця VII століття монастир належав Фаранській єпархії та очолювався ігуменом у сані архієпископа (про давність Синайської архієпископії свідчать матеріали Халкедонського собору, де в «Чині митрополій і архієпископського апостольського престолу Святого Граду» на 24-му місці згадується архієпископія «гори Синай»). У 681 році, коли єпископ Фаранський був позбавлений кафедри за монофелітство, єпископська кафедра була перенесена в монастир, і його ігумен став єпископом Фарану. Трохи пізніше в його підпорядкування перейшла єпархія Райто. На початку VIII століття всі християни Синайського півострова перебували під юрисдикцією Синайського архієпископа.

### Арабське і османське завоювання

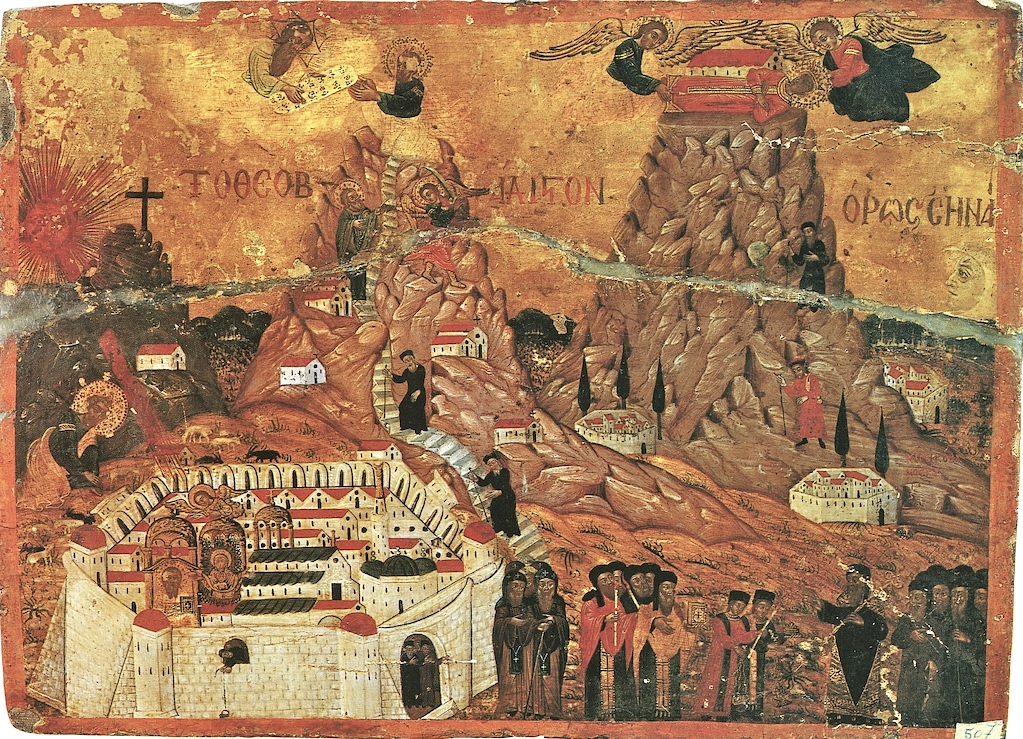
Ікона із зображенням монастиря, XVIII століття

Монастир у період арабського завоювання Синаю у 625 році направив делегацію до Медини, аби заручитися заступництвом пророка Мухаммеда. Копія отриманої ченцями охоронної грамоти — Фірман Мухаммеда (1517; оригінал зберігається у Стамбулі, куди він був витребуваний у монастиря султаном Селімом I Грізним), виставлена в монастирі, проголошує, що мусульмани будуть захищати монастир, а також звільняють його від сплати податків. Фірман був написаний на шкірі газелі куфічним письмом, скріплений відбитком руки Мухаммеда.
Незважаючи на отримані привілеї, кількість ченців почала скорочуватися і до початку IX століття їх залишилося всього 30. З поширенням у Єгипті ісламу в монастирі з'являється мечеть, що збереглася досі.
У період хрестових походів з 1099 по 1270 роки у чернечому житті монастиря тривав період відродження. Синайський орден хрестоносців взяв на себе завдання охороняти паломників із Європи, що прямують до монастиря, кількість яких зросла. У цей період у монастирі з'являється католицька каплиця.
Після завоювання Єгипту Османською імперією у 1517 році османська влада не скоротила права ченців, зберегла особливий статус архієпископа і не втручалися у внутрішні справи монастиря. Монастир вів велику культурну та просвітницьку діяльність, у XVIII столітті він відкрив духовну школу на острові Крит, де здобували освіту грецькі богослови того часу. Подвір'я монастиря були відкриті в Єгипті, Палестині, Османській імперії, Румунському королівстві, Російській імперії і навіть у Британській Індії.
1760 року український чернець (пізніше архімандрит) і Леонтій (Лука Зеленський-Яценко) відвідав монастир.

### Сучасний етап
Монастир Святої Катерини є центром автономної Православної церкви гори Синай, яка, окрім цієї обителі, володіє тільки низкою монастирських подвір'їв: 3 в Єгипті і 14 поза Єгиптом — 9 в Греції, на Кіпрі 3, 1 в Лівані та 1 в Туреччині (Стамбул).
Ігуменом монастиря є архієпископ Синайський. Його висвячення з VII століття здійснює єрусалимський патріарх, під юрисдикцію якого монастир перейшов у 640 році, через що виникли після завоювання Єгипту мусульманами труднощі у спілкуванні з Константинопольським патріархатом (офіційно автономія від Константинопольського патріархату була отримана тільки в 1575 році і підтверджена в 1782 році).

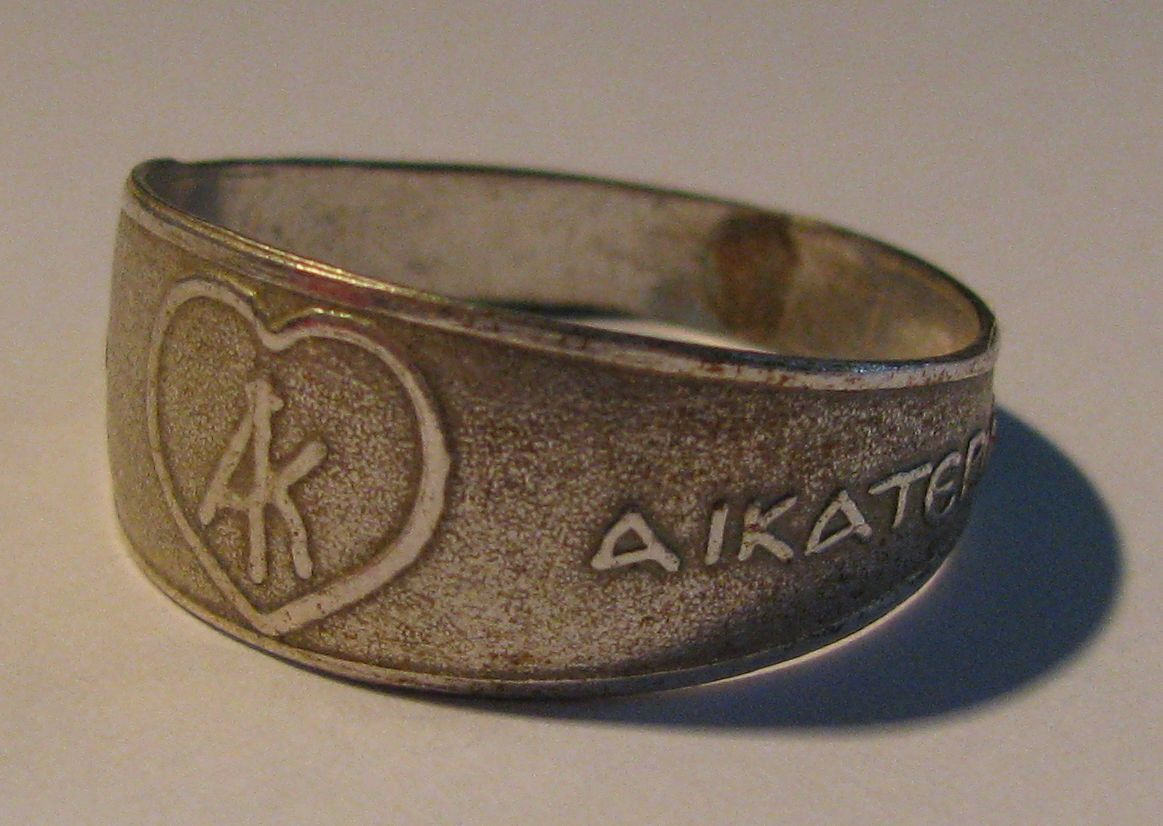
Срібний перстень із написом ΑΓΙΑ ΑΙΚΑΤΕΡΙΝΑ

Справами монастиря нині управляють загальні Збори ченців, які вирішують економічні, політичні та інші питання. Рішення Зборів виконуються Радою отців, у яку входить чотири особи: заступник і помічник архієпископа, монастирський ризничий, економ і бібліотекар.
Монастир, як і раніше, є традиційним місцем християнського паломництва. Щодня після годин віруючим відкривають доступ до мощів святої Катерини. На згадку про поклоніння мощам ченці дарують срібний перстень із зображенням серця зі словами грец. ΑΓΙΑ ΑΙΚΑΤΕΡΙΝΑ (свята Катерина).
У 2005 році Вища рада у справах старожитностей Єгипту оголосила про початок програми розвитку і вивчення монастирського комплексу, що включає систематизацію та вивчення документів, пов'язаних з історією Синая і монастиря Святої Катерини, зйомку документального фільму і видання докладної енциклопедії про монастир.

## Будівлі монастиря

### Базиліка Преображення

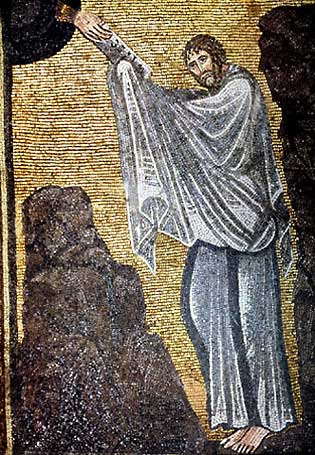
Мозаїка апсиди. Мойсей отримує Скрижалі завіту

Головний храм монастиря (католікон) — тринавна базиліка, присвячений Перетворенню Ісуса Христа. Його зведення відноситься до періоду правління імператора Юстиніана.
Вхід у нартекс прикрашають різні двері з ліванського кедра, виготовлені в період хрестових походів, а двері в головну наву базиліки відносяться до VI століття і є її ровесниками. Над вхідними дверима зберігся грецький напис: «Ось брама Господня, праведники увійдуть в неї» (Пс. 117:20). У кожній із дванадцяти колон, увінчаних коринфськими капітелями і поділяють нави базиліки, у спеціальних поглибленнях зберігаються мощі святих, закриті бронзовими пластинами, а на самих колонах поміщені мінейні ікони XII століття за числом місяців року. Уздовж колон встановлені два ряди дерев'яних різьблених стасидіїв. Колони з'єднані арками, вище яких розташовані вікна. У 1714 році в базиліці була викладена нова мармурова підлога. Стеля базиліки виконана з ліванського кедра і розписана у XVIII столітті зірками на синьому тлі.
Головною прикрасою базиліки є розташована у консі апсиди мозаїка Преображення Господнє, що знаходиться в дуже доброму стані. Мозаїка виконана в першій половині VI століття придворними майстрами, надісланими Юстиніаном для прикраси монастиря.
Мозаїка Преображення Господнє обрамлена медальйонами з шістнадцятьма напівфігурами апостолів і пророків. У центрі композиції монументальна фігура Ісуса Христа, укладена в лазуревую мандорлу, яка з'єднується променями божественного світла з фігурами пророків і трьох учнів, виконаних на золотому мерехтливому фоні. По боках мозаїки на арці апсиди є два зображення пророка Мойсея, що стояв перед Неопалимою купиною (ліворуч) і отримує на Синаї Скрижалі завіту (праворуч). Апсиду прикрашають також медальйони із зображеннями ягня між двох летючих ангелів, Богородиці та Івана Хрестителя.
Мозаїка Преображення Господнє була очищена від забруднень і кіптяви американськими реставраторами в 1958—1965 роках. Від огляду з центральної нави мозаїку закриває дерев'яний різьблений іконостас XVII століття, але з бічних нав на рівні вівтаря мозаїка доступна для огляду.
У вівтарі базиліки в мармуровій раці зберігаються два срібних ковчежці з мощами святої Катерини (голова та десниця). Ще одна частина мощей (палець) знаходиться в мощевику ікони великомучениці Катерини в лівій наві базиліки і завжди відкрита для поклоніння віруючих.

### Каплиця Неопалимої Купини

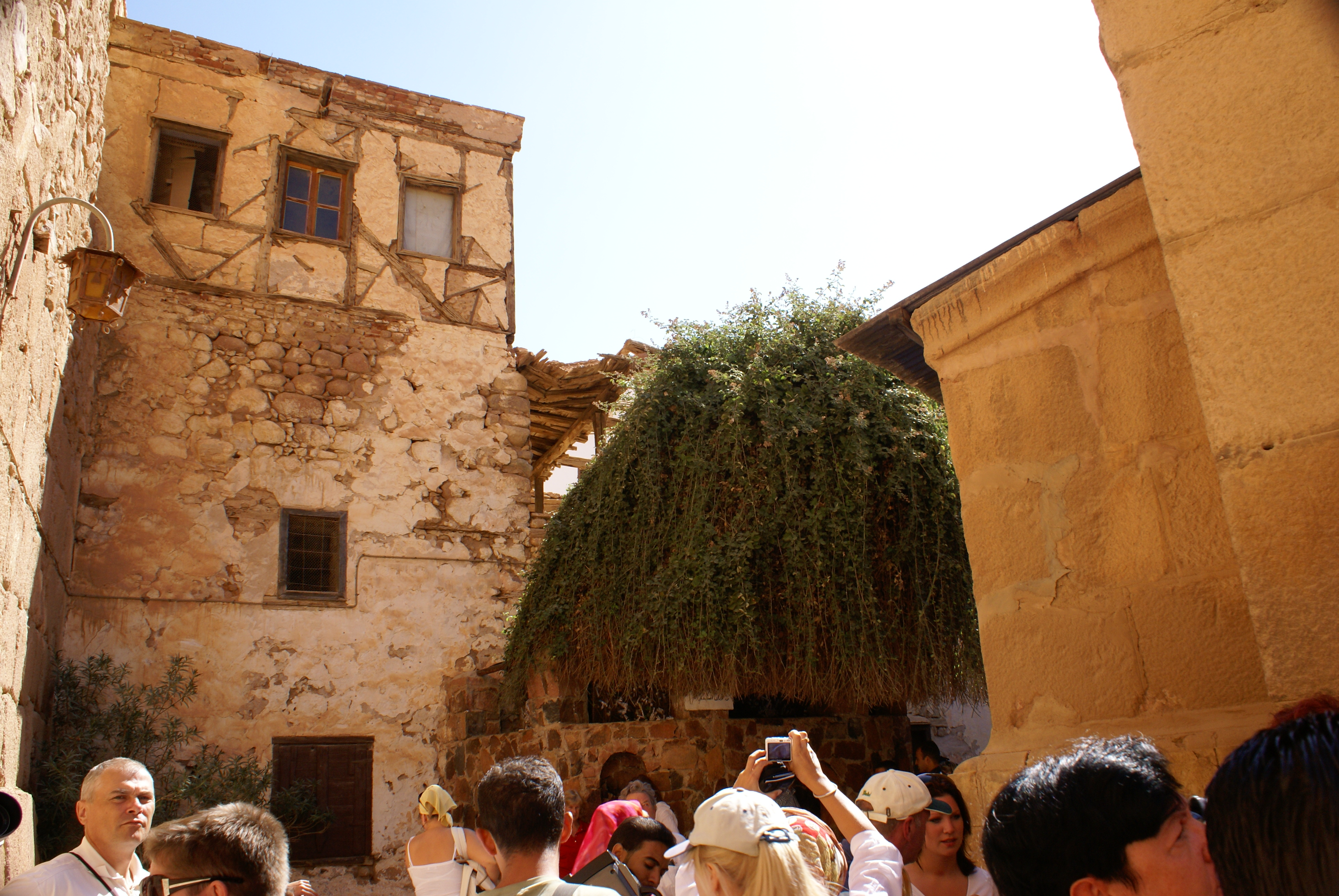
Неопалима Купина у Монастирі

За вівтарною частиною базиліки Преображення знаходиться каплиця Неопалимої Купини, побудована на тому місці, де, згідно з біблійним оповіданням, Бог розмовляв із Мойсеєм (Ісх .2 :2–5). Виконуючи біблійну вказівку, кожен, хто входить сюди, має знімати тут своє взуття. Каплиця є однією з найдавніших монастирських будівель, її згадує наприкінці IV століття паломниця Сільвія у своїй розповіді про святі місця Сходу (див. розділ Заснування монастиря).
Каплиця присвячена Благовіщенню і прикрашена іконами, присвяченими цьому святу. В апсиді каплиці збереглося мозаїчне зображення хреста X століття. Також є ікона Богородиці з немовлям Ісусом на руках, що сидить у центрі Неопалимої Купини.
Каплиця має престол, розташований не як завжди, над мощами святих, а над корінням Купини. Для цієї мети, кущ був пересаджений у декількох метрах від каплиці, де продовжує рости далі. У каплиці немає іконостасу, який приховує вівтар від віруючих, і паломники можуть бачити під престолом місце, де росла Купина. Воно позначено отвором у мармуровій плиті, закритій срібним щитом із карбованими зображеннями палаючого куща, Преображення, Розп'яття, євангелістів, святої Катерини і самого Синайського монастиря. На плиті зберігся грецький напис XIII століття: «Пом'яни, Господи, раба Твого, смиренного Гавриїла Оріпсая, архієпископа святої гори Синай у Святій Купині». Літургія у каплиці відбувається щосуботи.

### Інші будівлі

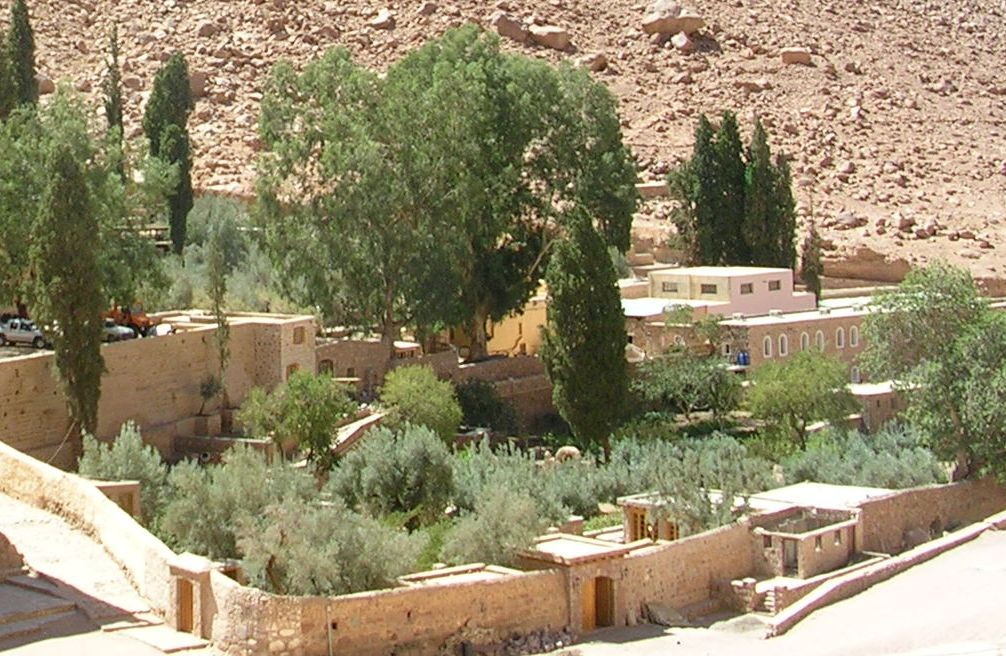
Монастирський сад

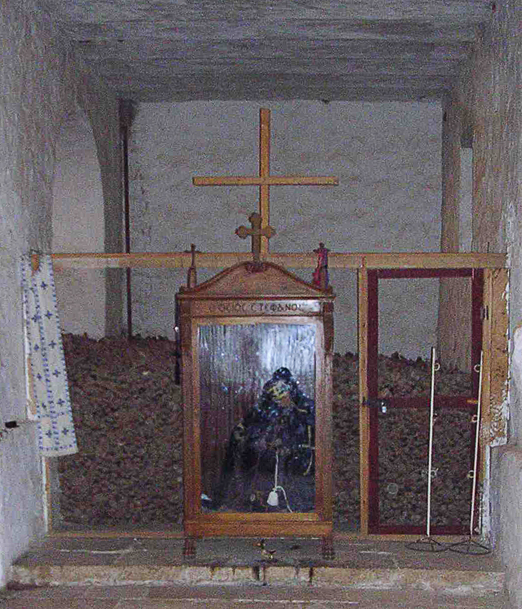
Оссуарій

- Колодязь Мойсея — розташований на північ від базиліки Преображення і вважається тим колодязем, біля якого, згідно з Біблією, Мойсей зустрів сім дочок Мідіянського священника Іофора (Ісх.2 :15–17)[19]. Колодязь і нині продовжує постачати монастир водою.
- У монастирі численні каплиці: Святого Духа, Успіння Пресвятої Богородиці, Іоанна Богослова, Георгія Побідоносця, святого Антонія, святого Стефана, Івана Предтечі, п'яти севастійських мучеників, десяти критських мучеників, святих Сергія і Вакха, святих апостолів і пророка Мойсея. Ці каплиці знаходяться всередині монастирських стін, а дев'ять із них з'єднуються з архітектурним комплексом базиліки Преображення. Дві каплиці знаходяться в покоях архієпископа Синая: верхня на честь Успіння Богородиці і нижня, присвячена Богоматері Живоносного джерела (знаходиться в стародавній вежі, побудованій у 330 році імператрицею Оленою, каплицю прикрашають ікони XII—XIII століть серед яких виділяються царські ворота, декоровані золотими колами, і шанований образ Богородиці «Живоносне джерело», що приписується критському майстру Ангелосу).
- Трапезна — побудована в XI столітті, після того як приміщення давнішої трапезної було перетворено на мечеть[20]. У 2005 році приміщення трапезної було відреставровано і продовжує використовуватися за призначенням. Стіни трапезної прикрашають фрески зі сценами жертвоприношення Авраама (1577 рік); Іллі в пустелі, питомого вороном, і сценою Другого пришестя Ісуса Христа (1573). У трапезній знаходиться великий дерев'яний стіл, надісланий у дарунок монастирю в XIV столітті з острова Закінф. Стіл прикрашений різьбленням із зображенням ангелів і квітів у стилі рококо.
- Сад — розташований на північний -захід від монастирських стін[21] і з'єднується з монастирем древнім підземним ходом, використовуваним донині. На одній із терас вирощуються яблуні, груші, гранати, абрикоси, сливи, айва, шовковиця, мигдаль, вишні. Інша тераса, відведена під олійний сад, забезпечує монастир оливковою олією. У саду також вирощують овочі для монастирського столу. На початку XX століття монастирський сад вважався одним із найкращих у Єгипті.
- Оссуарій і цвинтар — розташовані поза монастирськими стінами, поряд із садом. На кладовищі є каплиця святого Трифона і сім могил, які використовуються неодноразово[22]. По закінченні певного часу кістки виймають із могили і поміщають в оссуарій, розташований на нижньому ярусі церкви Успіння Пресвятої Богородиці. Єдиним повним скелетом в оссуарії є мощі пустельника Стефана, що жив у VI столітті і згадується в «Ліствиці» преподобного Іоанна Лествичника[23]. Мощі Стефана, одягнені в чернечий одяг, спочивають у скляному кіоті. Останки інших ченців розділені на дві частини: біля північної стіни складені їх черепа, а в центральній частині оссуарія зібрані їхні кості. В окремих нішах зберігаються кістки синайських архієпископів.

## Скарби монастиря
Оскільки з моменту свого заснування монастир жодного разу не був завойований і розорений, нині він володіє величезним зібранням ікон і бібліотекою рукописів, що поступається за історичним значенням тільки Ватиканській апостолічній бібліотеці.

### Бібліотека
Монастирська бібліотека була створена тільки 1734 року за архієпископа Никифора, до того часу робіт із вивчення книг і рукописів не проводилося. Російський паломник А. Уманець, який відвідав монастир у 1843 році, писав, що книги зберігаються у невеликій кімнаті в цілковитому безладі. Такий стан сприяв розграбуванню зібрання, зокрема з монастиря був вивезений Синайський кодекс, один із найдавніших текстів Біблії.
До найцінніших манускриптів бібліотеки монастиря належать:

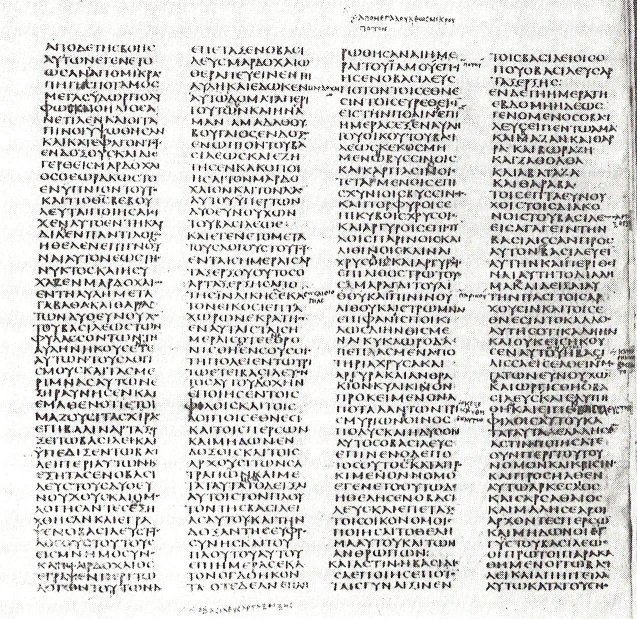
Синайський кодекс

- Дванадцять сторінок одного з найдавніших текстів Біблії — Синайського кодексу (IV століття), який був вивезений із монастиря в Росію 1859 року[25].
- Сирійський кодекс V століття.
- Десять аркушів унціального манускрипту VI століття грецькою мовою з текстом Євангелія від Матвія (Кодекс 074).
- Грецьке Євангеліє 717 року (дарунок монастирю візантійського імператора Феодосія III).
- Синайський псалтир (XI століття) — найдавніший псалтир слов'янською мовою.

У монастирі зберігаються 3304 манускрипти і близько 1700 сувоїв. Дві третини написані грецькою мовою, інші арабською, сирійською, грузинською, вірменською, коптською, ефіопською і слов'янськими мовами. Крім цінних манускриптів у бібліотеці зібрані також 5 000 книг, деякі з яких відносяться до перших десятиліть друкарства. Крім книг релігійного змісту в бібліотеці монастиря зберігаються історичні документи, грамоти із золотими і свинцевими печатками візантійських імператорів, патріархів і османських султанів.
У 2005 році було оголошено про будівництво в монастирі спеціального сховища для цього зібрання замість книгосховища, побудованого в 1951 році у південній монастирської стіни.

### Каталог Гіппарха
Каталог Гіппарха — перший зоряний каталог у Європі, який було складено Гіппархом 130 року до н. е. не зберігся і вважається загубленим у ранньохристиянський період, імовірно, під час пожежі Александрійської бібліотеки. До нього входили координати 1080 небесних тіл у 41 сузір'ї. Проте, влітку 2023 року, фрагмент легендарного Каталогу Гіппарха було виявлено під час розкопок у Монастирі Святої Катерини на Синайському півострові в Єгипті.

### Зібрання ікон
Монастир Святої Катерини володіє унікальним зібранням ікон, що мають виняткову духовну, мистецьку та історичну цінність. Дванадцять найбільш рідкісних та найстаріших ікон написані в VI столітті восковими фарбами — це найдавніші ікони у світі. Низка енкаустичних ікон у середині XIX століття була вивезено до Росії архімандритом Порфирій (Успенський). Ці ікони зберігаються у зібранні Музею мистецтв ім. Богдана та Варвари Ханенків у Києві.
Частина монастирської колекції відноситься до раннього візантійського періоду до X століття (у тому числі сирійсько-палестинські ікони VIII—IX століть). Ці ікони виконані грецькими, грузинськими, сирійськими і коптськими майстрами. Ікони збереглися, оскільки монастир, перебуваючи з VII століття поза Візантійською імперією, не постраждав від іконоборства. Робіт західноєвропейського письма у зібранні монастиря мало, але присутні унікальні ікони періоду хрестових походів, що поєднують у єдиному стилі «західного латинства» і «грецького візантінізму».

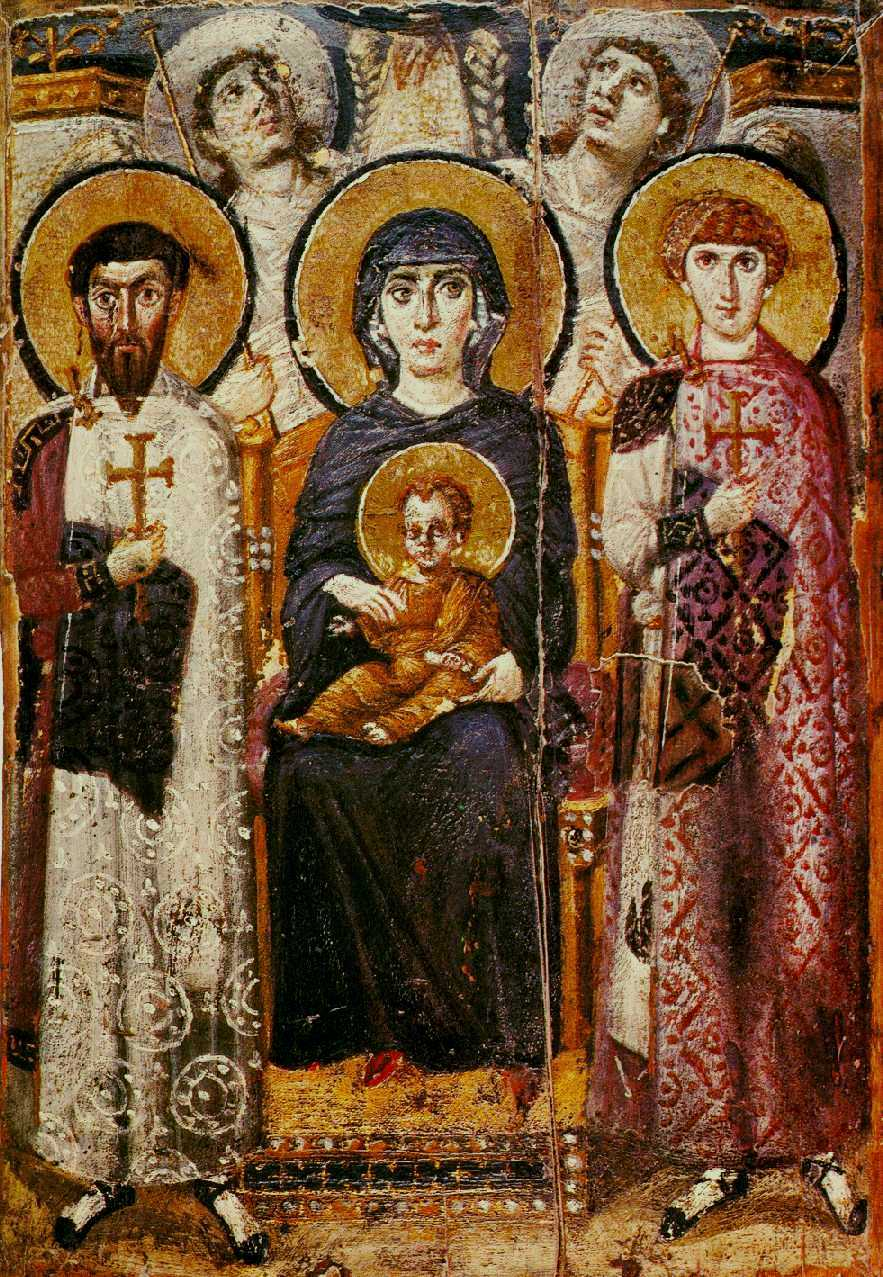
Ікона Богородиці на троні з Дитятко-Ісусом, святими та ангелами, VI століття
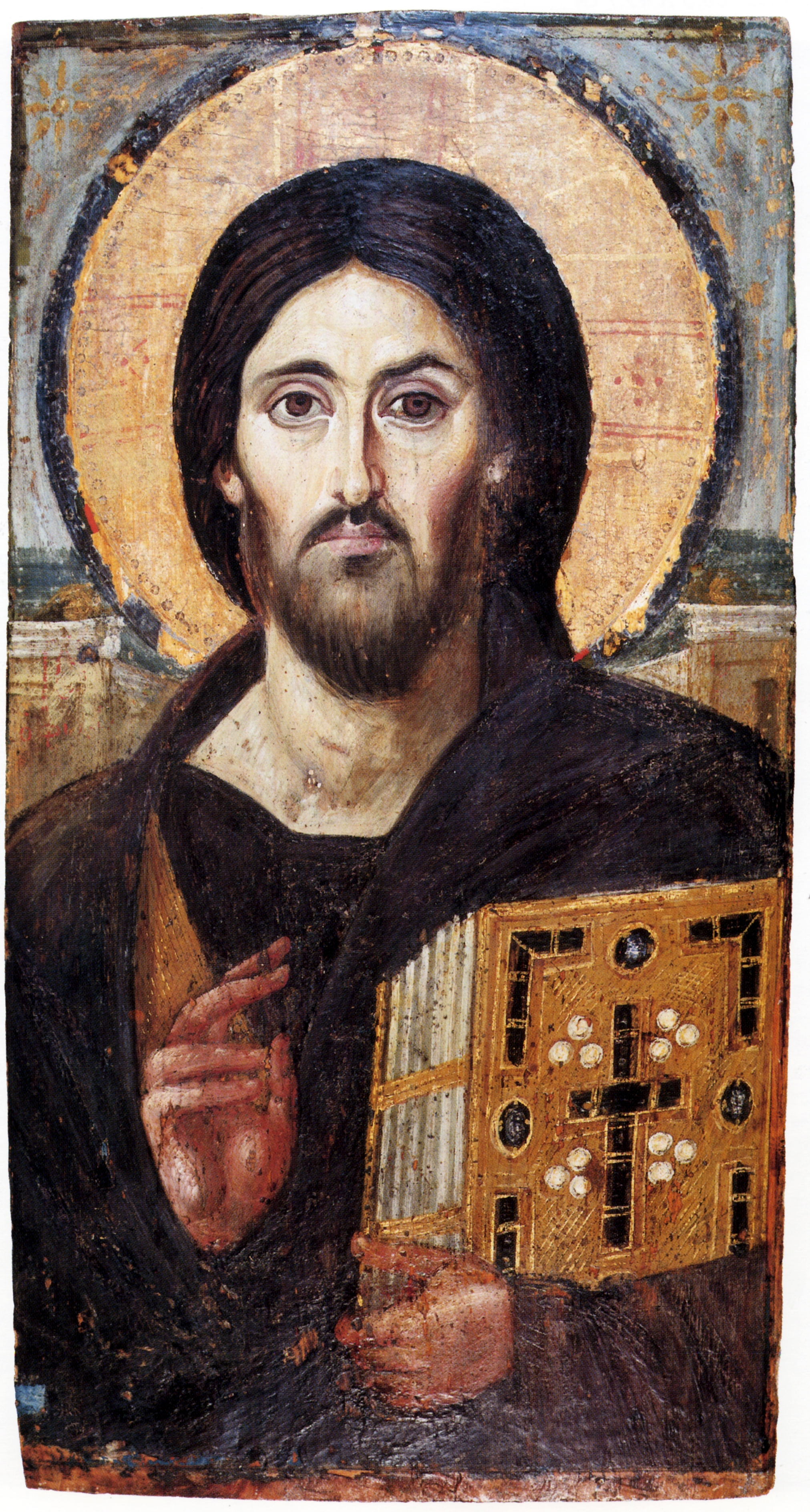
Найстаріша з відомих ікон Христос Пантократор
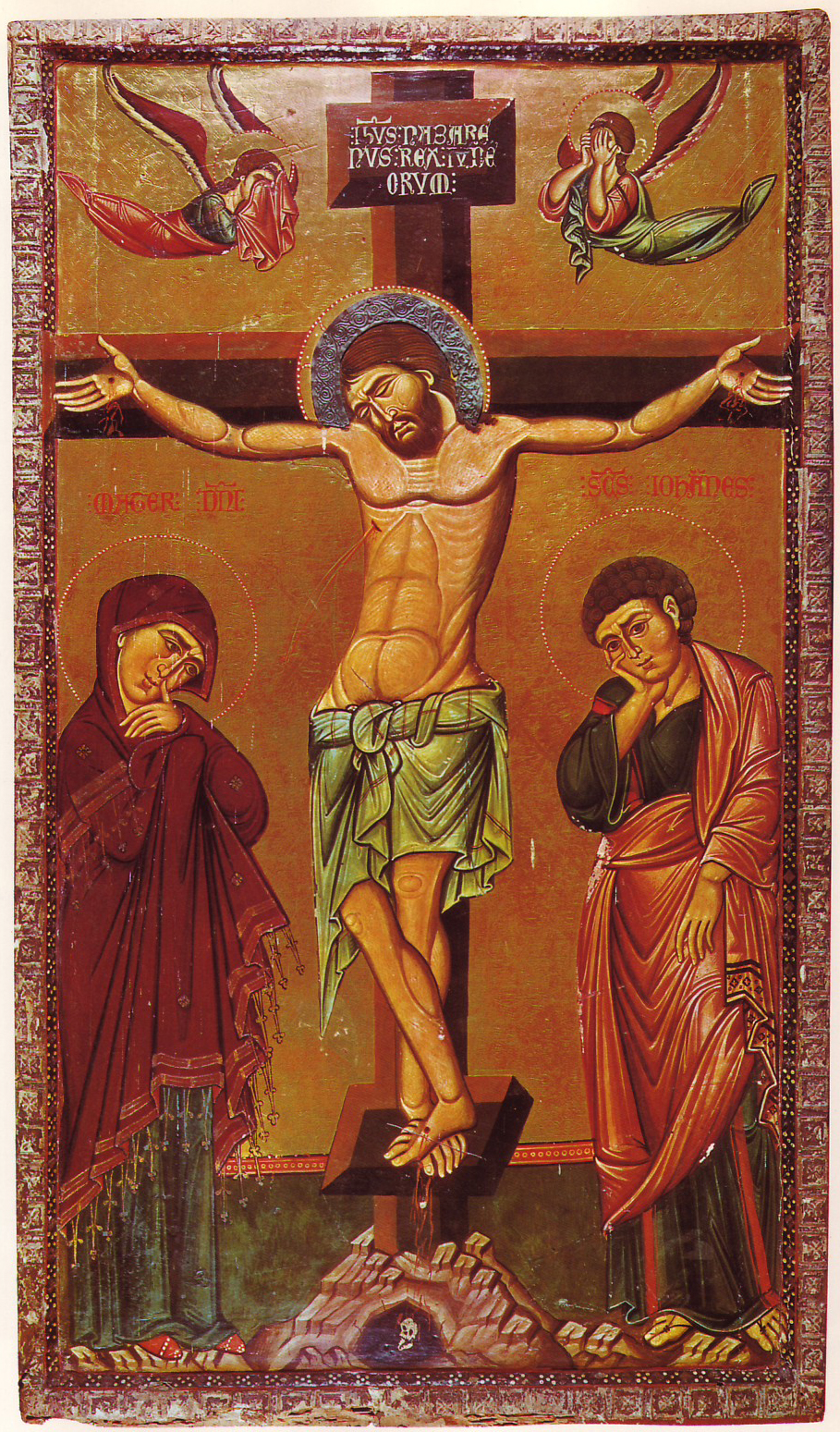
Розп'яття, XIII століття
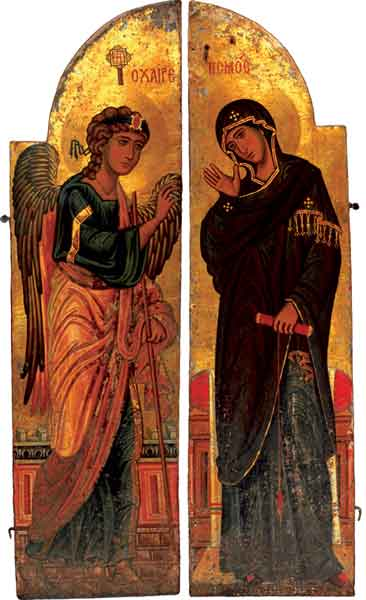
Святі двері
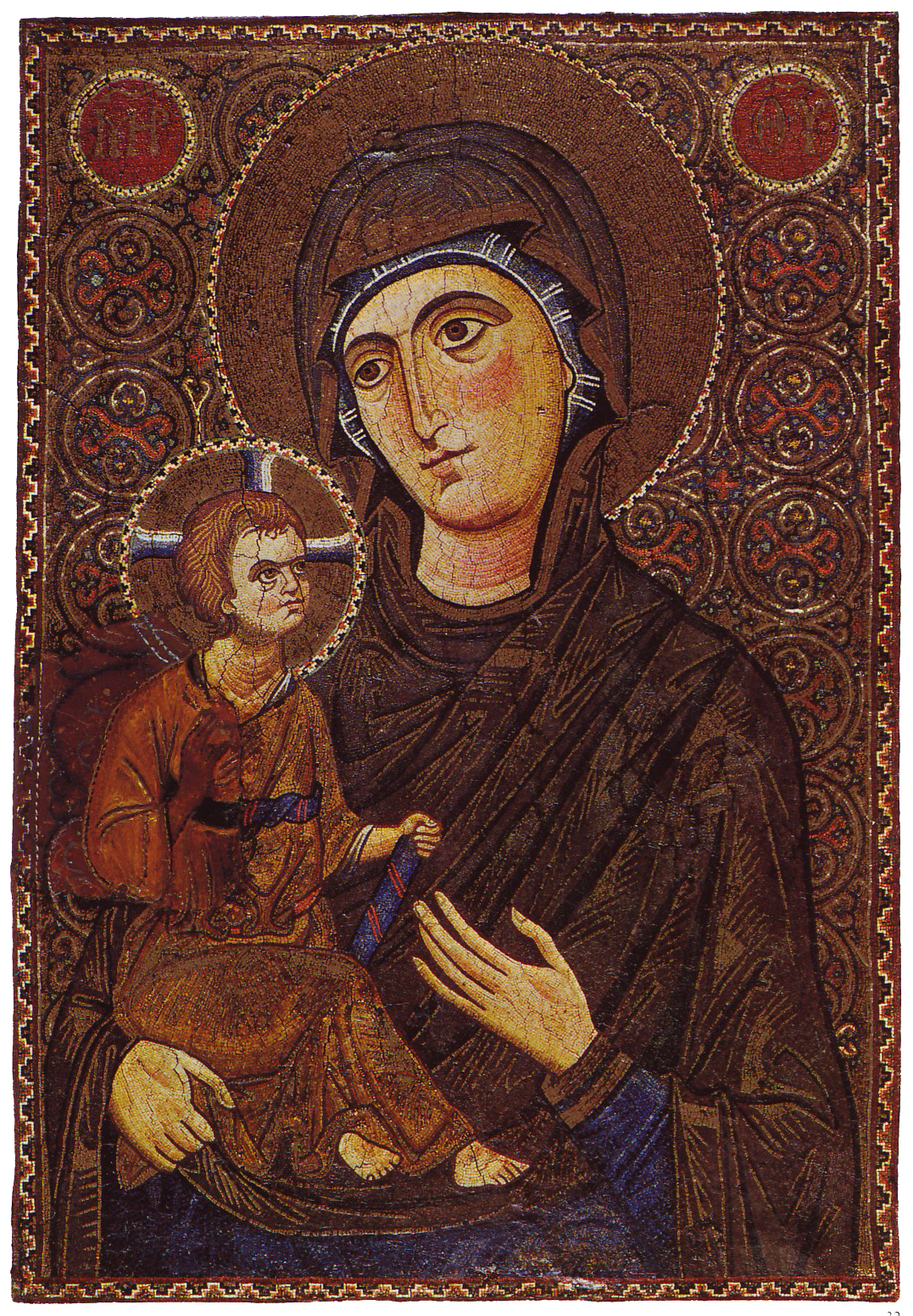
Богородиця Діва з Немовлям
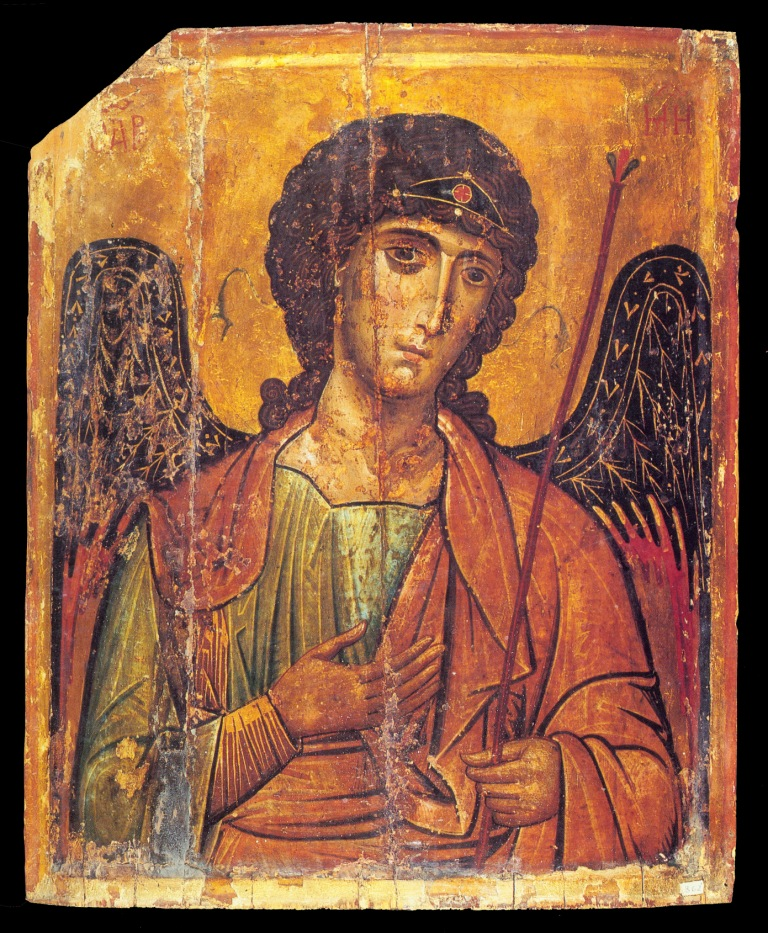
Візантійська ікона святого архангела Михаїла
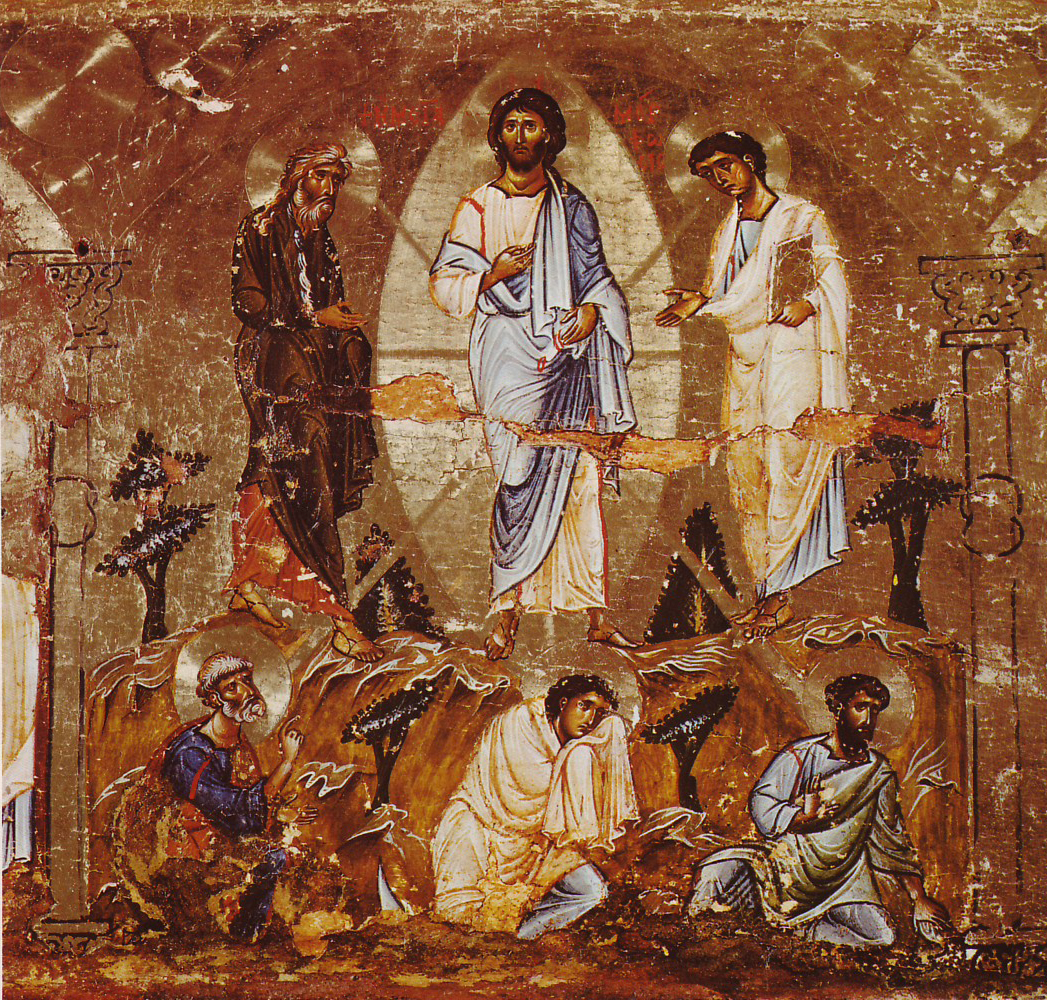
Ікона Преображення Господнього, XII століття
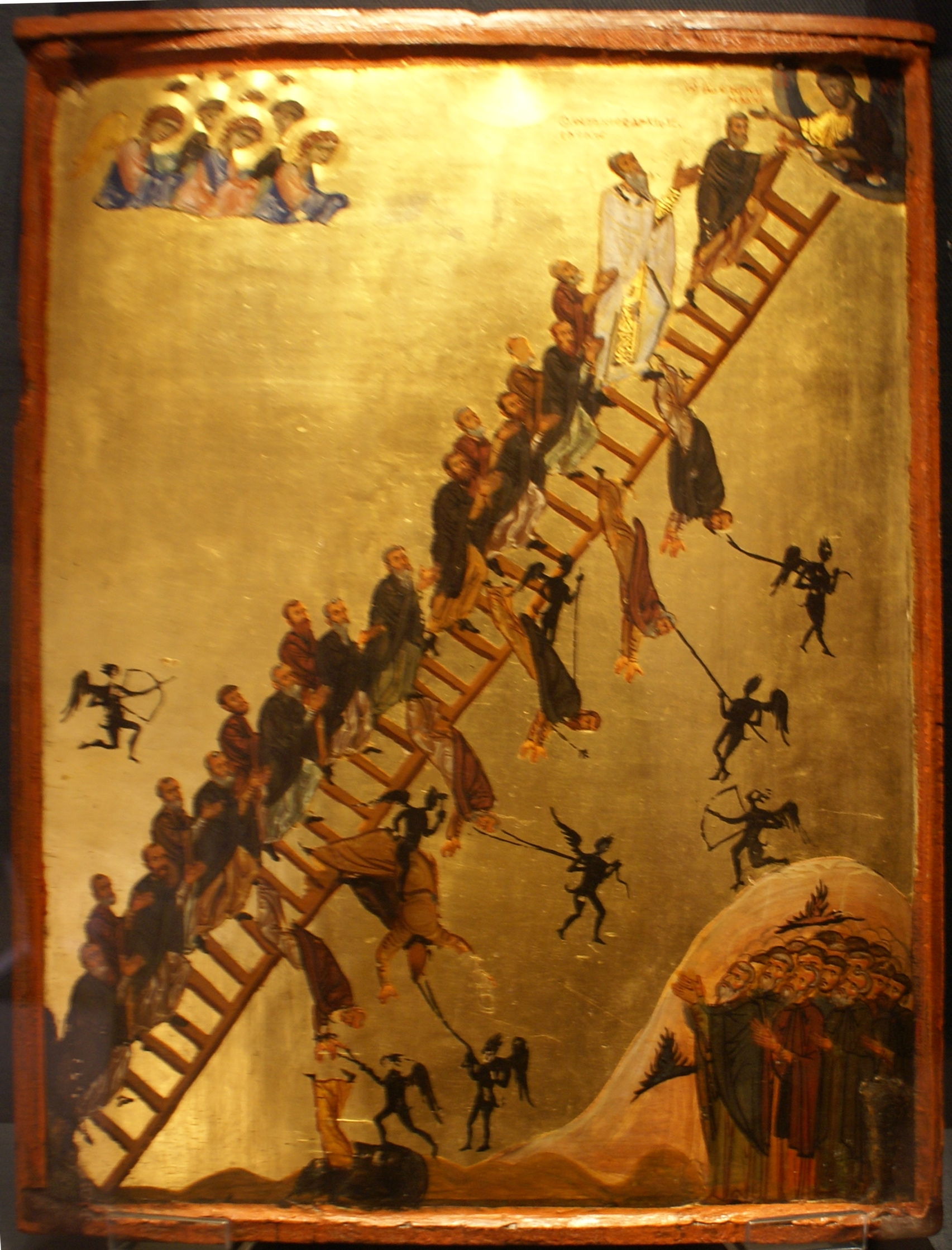
Ліствиця
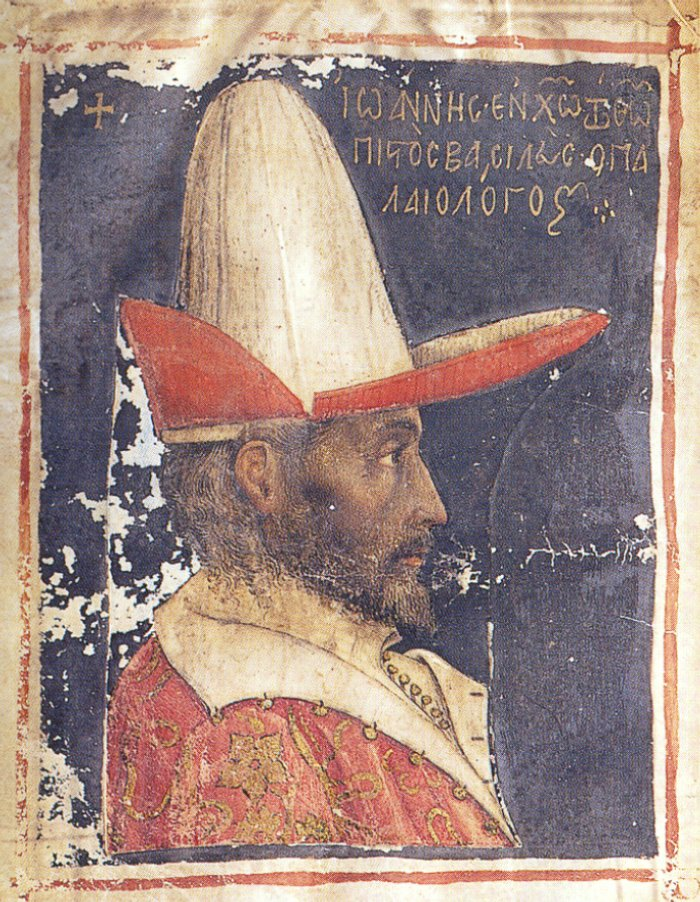
Імператор Іоанн VIII Палеолог
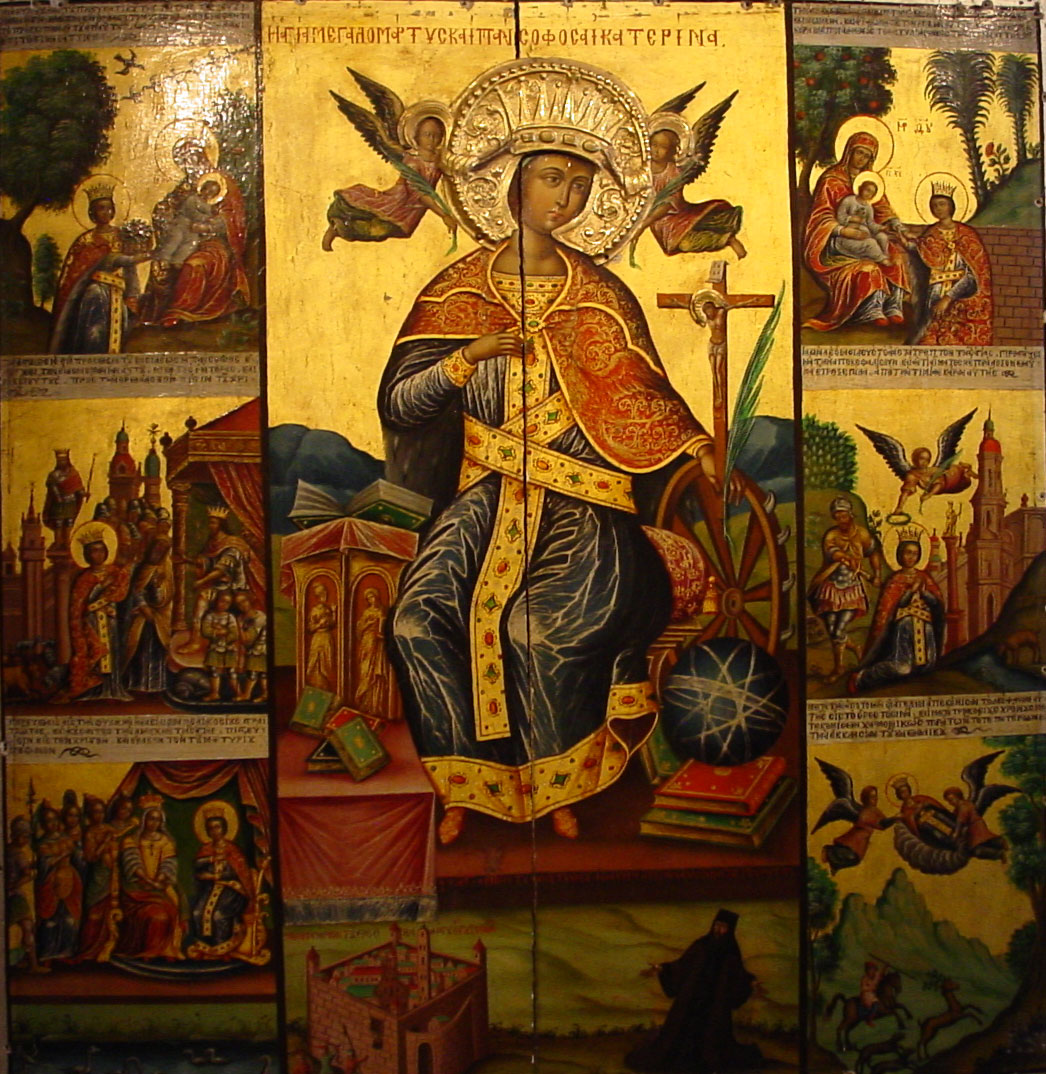
Ікона святої Катерини Олександрійської